# Giovanna Novella Malaspina

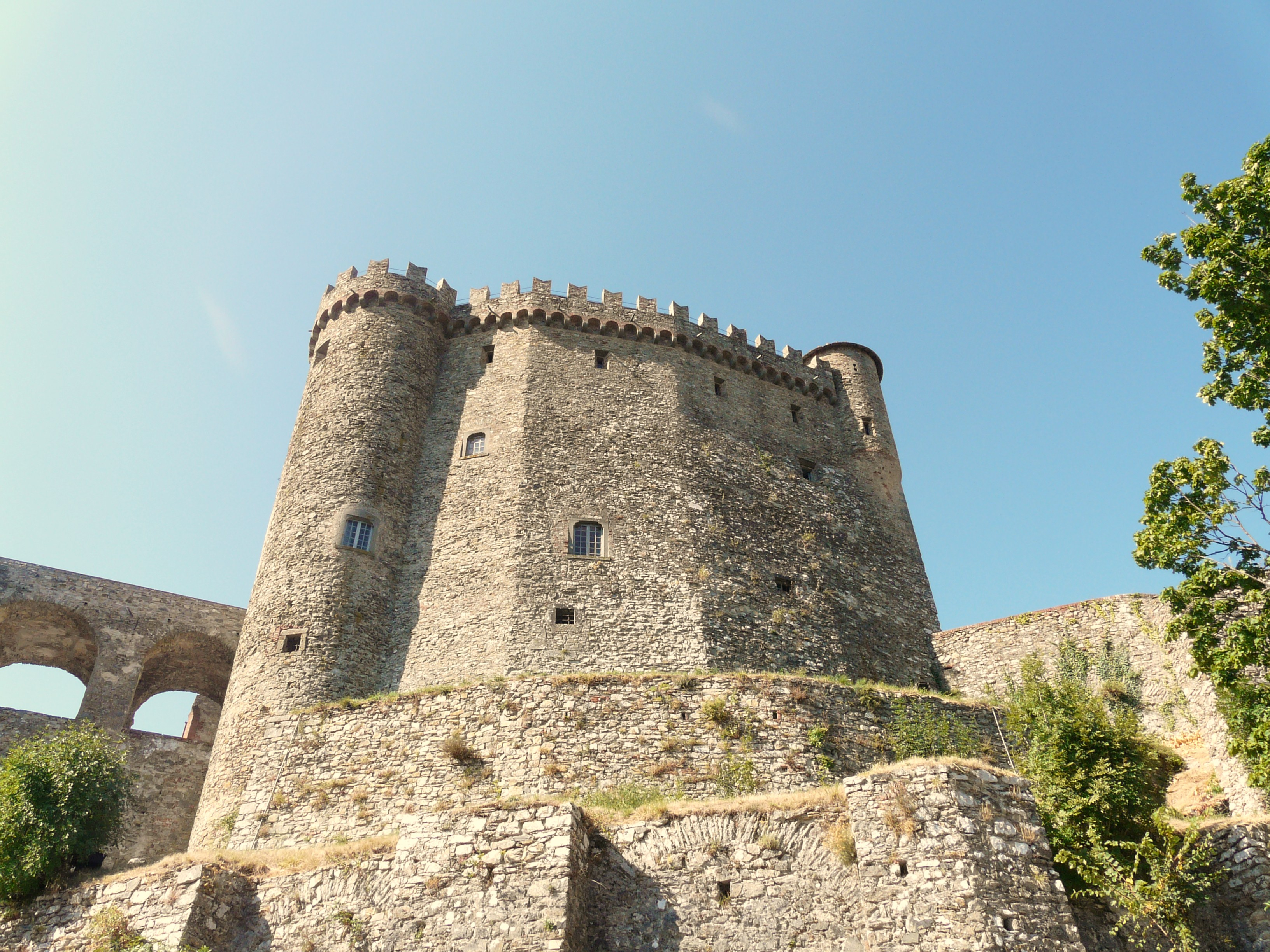
Castello Malaspina (Fosdinovo).

Giovanna Novella Malaspina (Fosdinovo, 1320 circa – Mantova, 1385 circa) è stata una nobile italiana.

## Biografia
Soprannominata Franceschina, era la figlia del condottiero Spinetta Malaspina (1282-1352) detto il Grande, marchese di Verrucola, del ramo Spino Fiorito di Fosdinovo e di Beatrice Visconti (1280-?).
Sposò Lucemburgo Spinola di Genova al quale diede un figlio, Gherardino e nel 1340 in terze nozze il settantaduenne Luigi I Gonzaga, primo capitano del popolo di Mantova.

## Discendenza
Giovanna Novella e Lucemburgo ebbero un figlio:
- Gherardino (?-1346 ca.).

Giovanna Novella e Luigi ebbero cinque figli:
- Azzo (?-1412);
- Giacomo (morto infante);
- Mario (morto infante);
- Tommasina, sposò Alidosio Alidosi, figlio di Roberto Alidosi, signore di Imola;
- Orietta.

## Ascendenza
|                                           |                   |                                                  | Genitori                             |  |  | Nonni |  |  | Bisnonni                                   |  |  | Trisnonni                                 |  |
|                                           |                   |                                                  |                                      |  |  |       |  |  | Isnardo I Malaspina, marchese di Verrucola |  |  | Obizzino Malaspina, marchese di Verrucola |  |
|                                           |                   |                                                  |                                      |  |  |       |  |  | Isnardo I Malaspina, marchese di Verrucola |  |  | Obizzino Malaspina, marchese di Verrucola |  |
|                                           |                   | Caterina Cattaneo della Volta                    |                                      |  |  |       |  |  | Isnardo I Malaspina, marchese di Verrucola |  |  |                                           |  |
| Gabriele Malaspina, marchese di Verrucola |                   |                                                  |                                      |  |  |       |  |  | Isnardo I Malaspina, marchese di Verrucola |  |  |                                           |  |
|                                           |                   | Cubitosa d'Este                                  | Azzo VII d'Este, marchese di Ferrara |  |  |       |  |  |                                            |  |  |                                           |  |
|                                           |                   | Cubitosa d'Este                                  | Azzo VII d'Este, marchese di Ferrara |  |  |       |  |  |                                            |  |  |                                           |  |
|                                           |                   | Cubitosa d'Este                                  | Giovanna di Puglia                   |  |  |       |  |  |                                            |  |  |                                           |  |
| Spinetta Malaspina, signore di Fosdinovo  |                   | Cubitosa d'Este                                  |                                      |  |  |       |  |  |                                            |  |  |                                           |  |
|                                           |                   | …                                                | …                                    |  |  |       |  |  |                                            |  |  |                                           |  |
|                                           |                   | …                                                | …                                    |  |  |       |  |  |                                            |  |  |                                           |  |
|                                           |                   | …                                                | …                                    |  |  |       |  |  |                                            |  |  |                                           |  |
| …                                         |                   | …                                                |                                      |  |  |       |  |  |                                            |  |  |                                           |  |
|                                           |                   | …                                                | …                                    |  |  |       |  |  |                                            |  |  |                                           |  |
|                                           |                   | …                                                | …                                    |  |  |       |  |  |                                            |  |  |                                           |  |
|                                           |                   | …                                                | …                                    |  |  |       |  |  |                                            |  |  |                                           |  |
| Giovanna Novella Malaspina                |                   | …                                                |                                      |  |  |       |  |  |                                            |  |  |                                           |  |
|                                           | Teobaldo Visconti | Andreotto Visconti                               |                                      |  |  |       |  |  |                                            |  |  |                                           |  |
|                                           | Teobaldo Visconti | Andreotto Visconti                               |                                      |  |  |       |  |  |                                            |  |  |                                           |  |
|                                           | Teobaldo Visconti | Fiorina Mandelli                                 |                                      |  |  |       |  |  |                                            |  |  |                                           |  |
| Matteo I Visconti, signore di Milano      | Teobaldo Visconti |                                                  |                                      |  |  |       |  |  |                                            |  |  |                                           |  |
|                                           |                   | Anastasia Pirovano                               | Lanfranco Borri                      |  |  |       |  |  |                                            |  |  |                                           |  |
|                                           |                   | Anastasia Pirovano                               | Lanfranco Borri                      |  |  |       |  |  |                                            |  |  |                                           |  |
|                                           |                   | Anastasia Pirovano                               | …                                    |  |  |       |  |  |                                            |  |  |                                           |  |
| Beatrice Visconti                         |                   | Anastasia Pirovano                               |                                      |  |  |       |  |  |                                            |  |  |                                           |  |
|                                           |                   | Squarcino Borri, signore di Santo Stefano Ticino | …                                    |  |  |       |  |  |                                            |  |  |                                           |  |
|                                           |                   | Squarcino Borri, signore di Santo Stefano Ticino | …                                    |  |  |       |  |  |                                            |  |  |                                           |  |
|                                           |                   | Squarcino Borri, signore di Santo Stefano Ticino | …                                    |  |  |       |  |  |                                            |  |  |                                           |  |
| Bonacossa Borri                           |                   | Squarcino Borri, signore di Santo Stefano Ticino |                                      |  |  |       |  |  |                                            |  |  |                                           |  |
|                                           |                   | Antonia                                          | …                                    |  |  |       |  |  |                                            |  |  |                                           |  |
|                                           |                   | Antonia                                          | …                                    |  |  |       |  |  |                                            |  |  |                                           |  |
|                                           |                   | Antonia                                          | …                                    |  |  |       |  |  |                                            |  |  |                                           |  |
|                                           |                   | Antonia                                          |                                      |  |  |       |  |  |                                            |  |  |                                           |  |